# Plougar
Plougar is een gemeente in het Franse departement Finistère (regio Bretagne) en telt 727 inwoners (2005). De plaats maakt deel uit van het arrondissement Morlaix.

## Geografie
De oppervlakte van Plougar bedraagt 17,7 km², de bevolkingsdichtheid is 41,1 inwoners per km².
De onderstaande kaart toont de ligging van Plougar met de belangrijkste infrastructuur en aangrenzende gemeenten.

## Demografie
Onderstaande figuur toont het verloop van het inwonertal (bron: INSEE-tellingen).
1. ↑  Populations de référence 2022.